# 굿윈넓은발톱땃쥐
굿윈넓은발톱땃쥐(Cryptotis goodwini)는 땃쥐과에 속하는 포유류의 일종이다. 엘살바도르와 과테말라 그리고 멕시코에서 발견된다. 모식 표본을 채집한 곳은 과테말라 칼렐의 해발 3100m 지역이다.